# 李賢 (唐朝)
章怀太子李賢（655年1月29日—684年），字明允，一字仁，唐高宗李治第六子，也是武则天第二子，拜凉州大都督。在其兄李弘死後，一度被封為太子，之後被廢為庶人。

## 生平
李賢生於其父母前往昭陵祭拜唐太宗的途中，才出生不久便被封為潞王，兩歲時就封為岐州刺史、雍州牧、幽州都督。他年幼時便有讀書過目不忘的能力，高宗曾在李勣面前讚嘆自己兒子天生聰敏。長大以後儀容舉止端莊穩重，頗得其父寵愛。七歲時改封為沛王，加揚州都督兼左武衛大將軍、雍州牧，至八歲時又加封為揚州大都督，十一歲時加封右衛大將軍。十八歲時，改名李德，改封雍王，為涼州大都督、雍州牧、右衛大將軍。二十歲時，改回本名李賢。
上元二年（675年），四月，李贤兄皇太子李弘死。六月，高宗封李賢為太子，未几，又命李賢監國。面对武则天权势的威胁，李賢先是利用这个机会展示才干，又召集學者，包括張大安、劉訥言、格希元等人，共注曄的《後漢書》以提高声望。仪凤元年，十二月，書成。李贤呈奏給高宗，得到許多賞賜。此外，李賢尚有著作《列藩正論》、《春宮要錄》、《修身要覽》。
當時有術士明崇儼很得武后信賴，他說英王頗似太宗，而相王有貴相，李賢聽聞以後深感厭惡。而皇宮中又有宮人私下流傳一則閒話，說李賢不是武后之子，而是則天之姊韓國夫人武顺所生，使李賢心生疑慮恐懼。接著，武后又親手書寫《少陽政範》與《孝子傳》送給李賢，以後也常常寫東西給他，李賢的不安感日益嚴重。調露二年（680年），明崇儼被強盜殺害，武后懷疑是李賢下毒手，派人去揭發太子的陰謀，並派薛元超、裴炎、高智周等人一起去辦理此案，最後在東宮馬房裡找到數百具鎧甲。高宗一向喜愛李賢，想要寬恕他的罪過，但武后卻說：「賢心懷謀逆，應該要大義滅親，不能赦免他的罪行。」於是廢李賢為庶人，將他幽禁，在天津橋焚燒搜出的鎧甲，貶張大安為普州刺史，將劉訥言流放到振州，連坐者有十多人。
开耀元年(681)十一月八日，李賢被废为庶人一年后，父皇高宗下诏将他流放到距离京师两千多里的四川巴州幽禁。永淳元年，在奉詔被流放到巴州的路上，途徑旺蒼縣木門寺時，寫了一首詩—「曬經石」，內容為「明允受謫庶巴州，身攜大雲梁潮洪。曬經古剎順母意，堪嘆神龍雲不逢。」的抑鬱難展；永淳二年（683年），李賢遷徙抵達巴州。
武則天得到政權以後，為避免李賢有什麼輕舉妄動，派丘神勣去巴州監視他。但丘神勣卻擅自將他囚於別處，逼他自殺，李賢遂死。武則天得知此事，於顯福門為李賢舉哀，並恢复他的王位，貶丘神勣為疊州刺史。唐中宗神龍二年（706年），追贈李賢司徒的官位，並派人迎其柩陪葬乾陵。唐睿宗景雲二年（711年），追贈皇太子地位，諡章懷太子，與其妃房氏合葬。

## 黃台瓜辭
李賢在當太子時，有感於母子親情在權力鬥爭之下已蕩然無存，乃作《黃台瓜辭》，希望武后醒悟。此詩與曹植之《七步詩》並列為千古絕唱。詩全文如下：
種瓜黃台下，瓜熟子離離。
一摘使瓜好，再摘令瓜稀，
三摘尚自可，摘绝抱蔓归。
章懷太子以摘瓜人比喻親生母親武后，以四個瓜感傷四兄弟的性命朝不保夕，以摘絕瓜後蔓藤秃零比喻宗室血脈的徹底損傷，然而仍被害死。
日後唐肅宗聽信張皇后和李輔國讒言的唆使下賜死立有大功的建寧王李倓，罪名是企图加害皇太子李俶（即後來的唐代宗），然而不是张皇后所生的皇太子李俶也有被谗言伤害的危险。近臣李泌為勸諫肅宗不要殺害太子，講述黃台瓜辭的故事，刚处死建宁王的肅宗本人当时完全未有伤害皇太子的想法，听后大吃一惊，說「公安得有是言！」皇太子的地位终于得到了保障。

## 家庭

### 妻妾
- 房氏，由雍王妃升为太子妃，後亦被廢为庶人，李賢死後恢復了雍王妃的身分
- 良娣南陽張氏，十四歲時被指派照顧當時五歲的李賢，可能是宮女出身，先為孺人，後生李守禮

### 子女
- 李光順，乐安王，改封义丰王，最后被杀于此，赠莒王
- 李守禮
- 李守義，犍为王，改封桂阳王，最後死在桂陽，赠毕王
- 长信郡主

## 图集

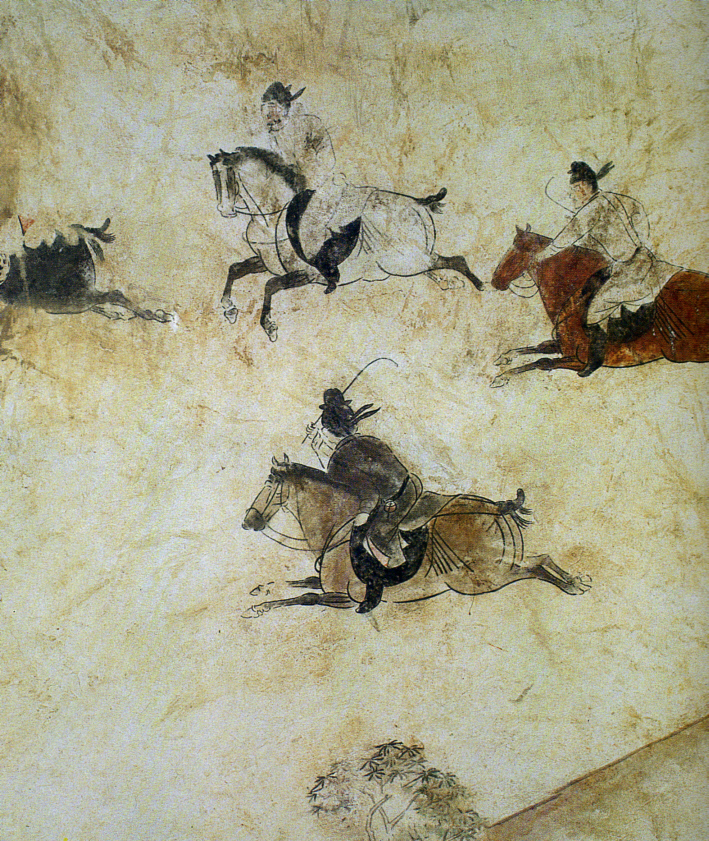
唐代马球运动
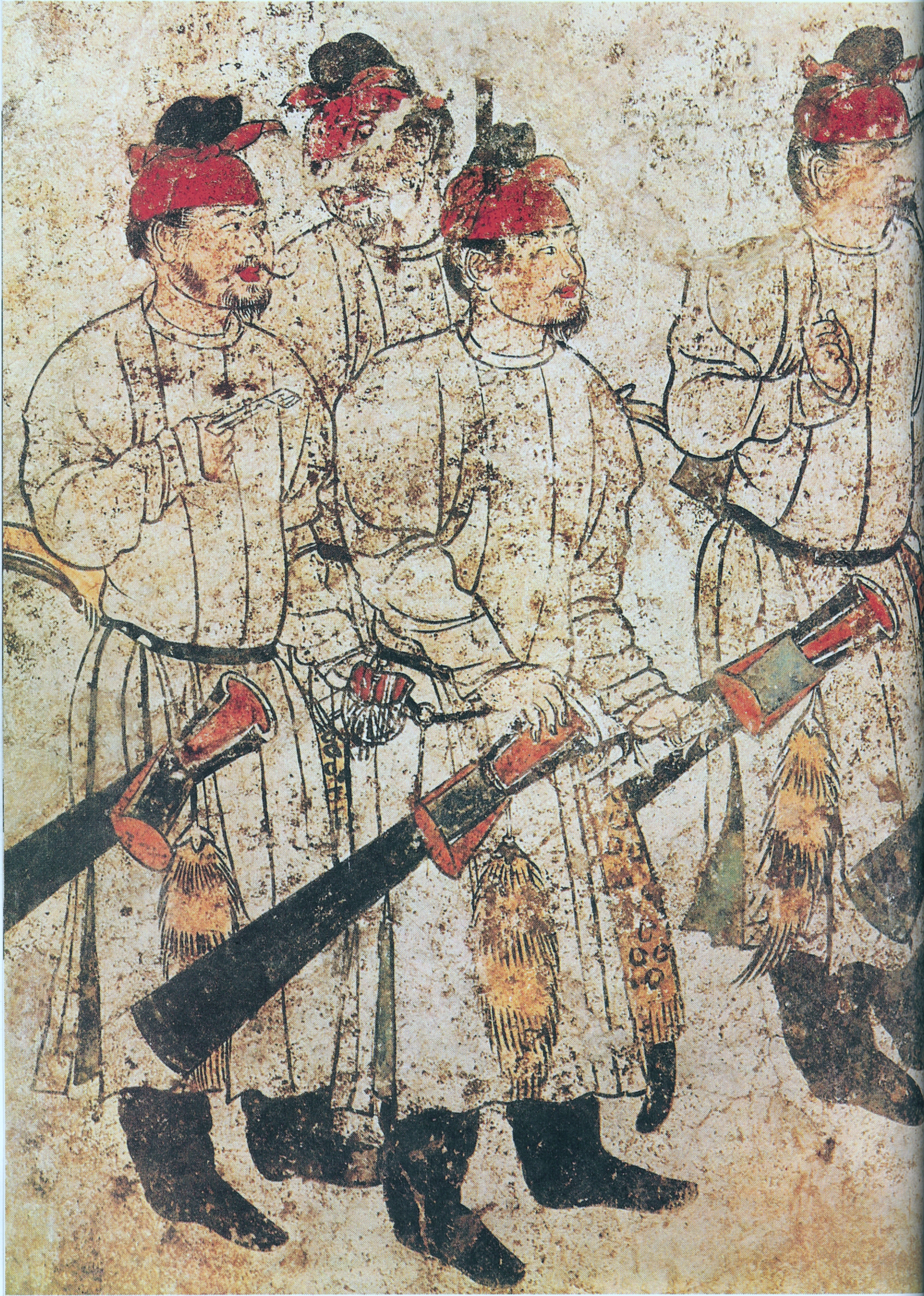
章怀太子墓壁画中礼队
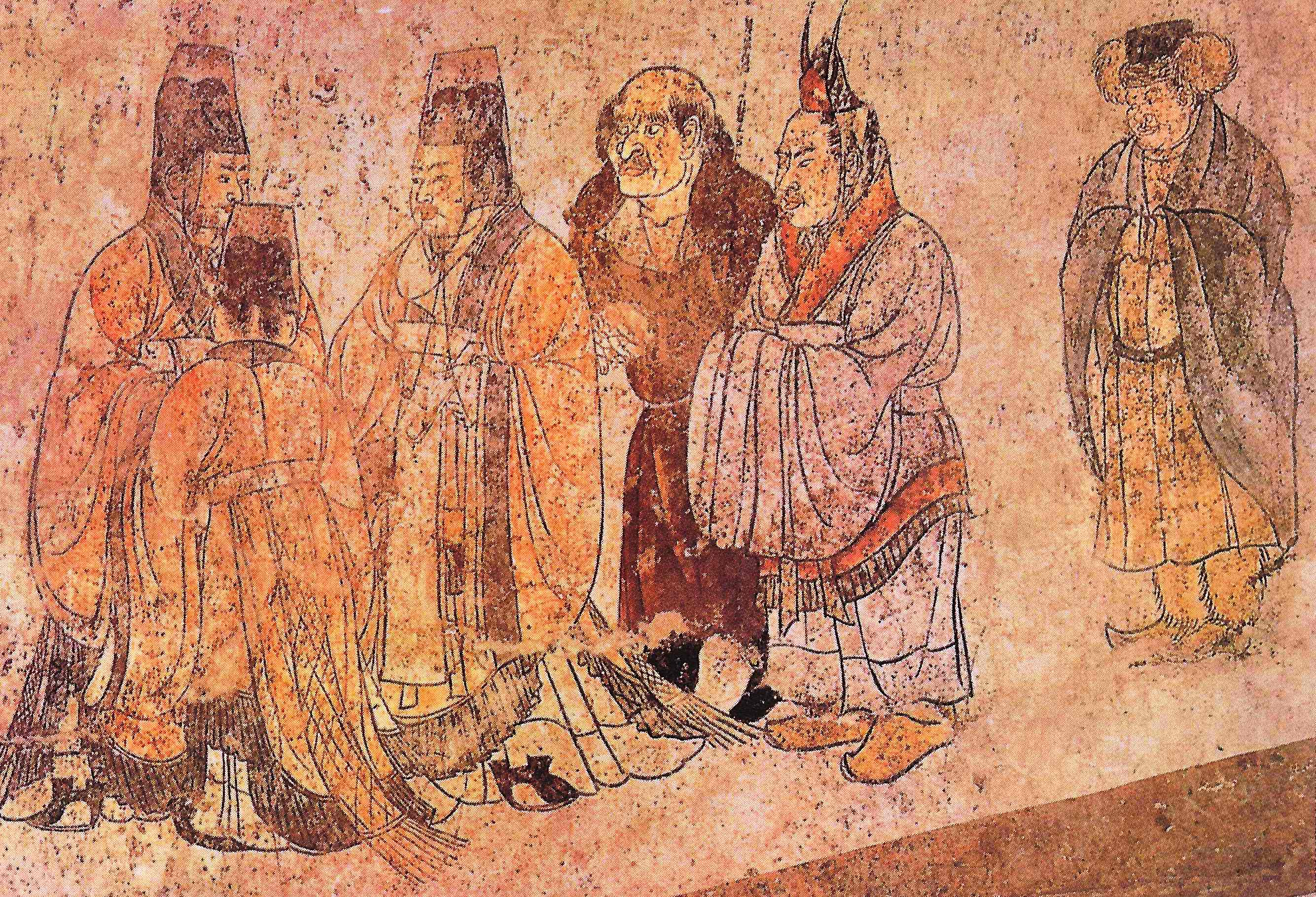
章怀太子墓壁画中使者
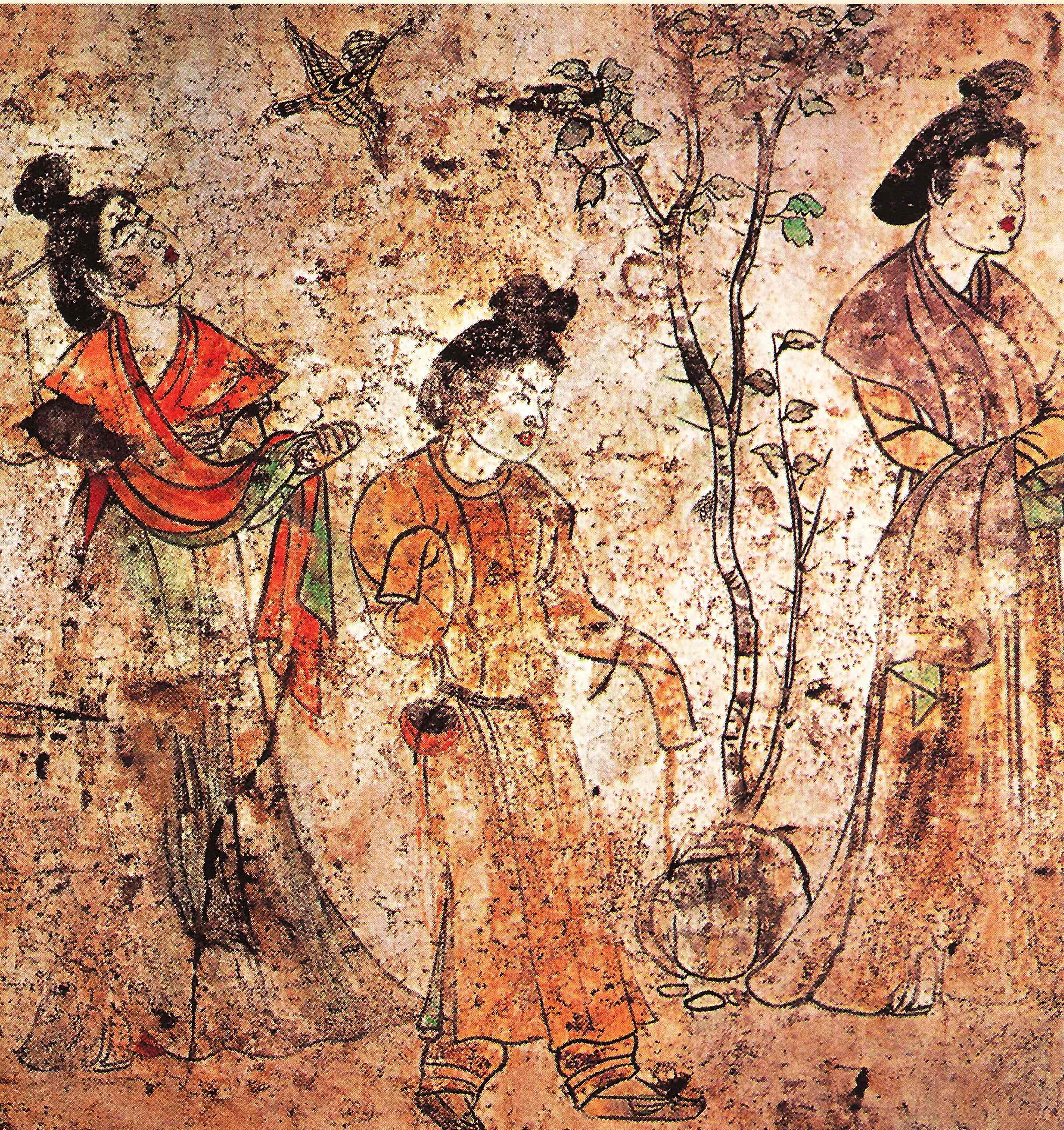
章怀太子墓壁画中宫女
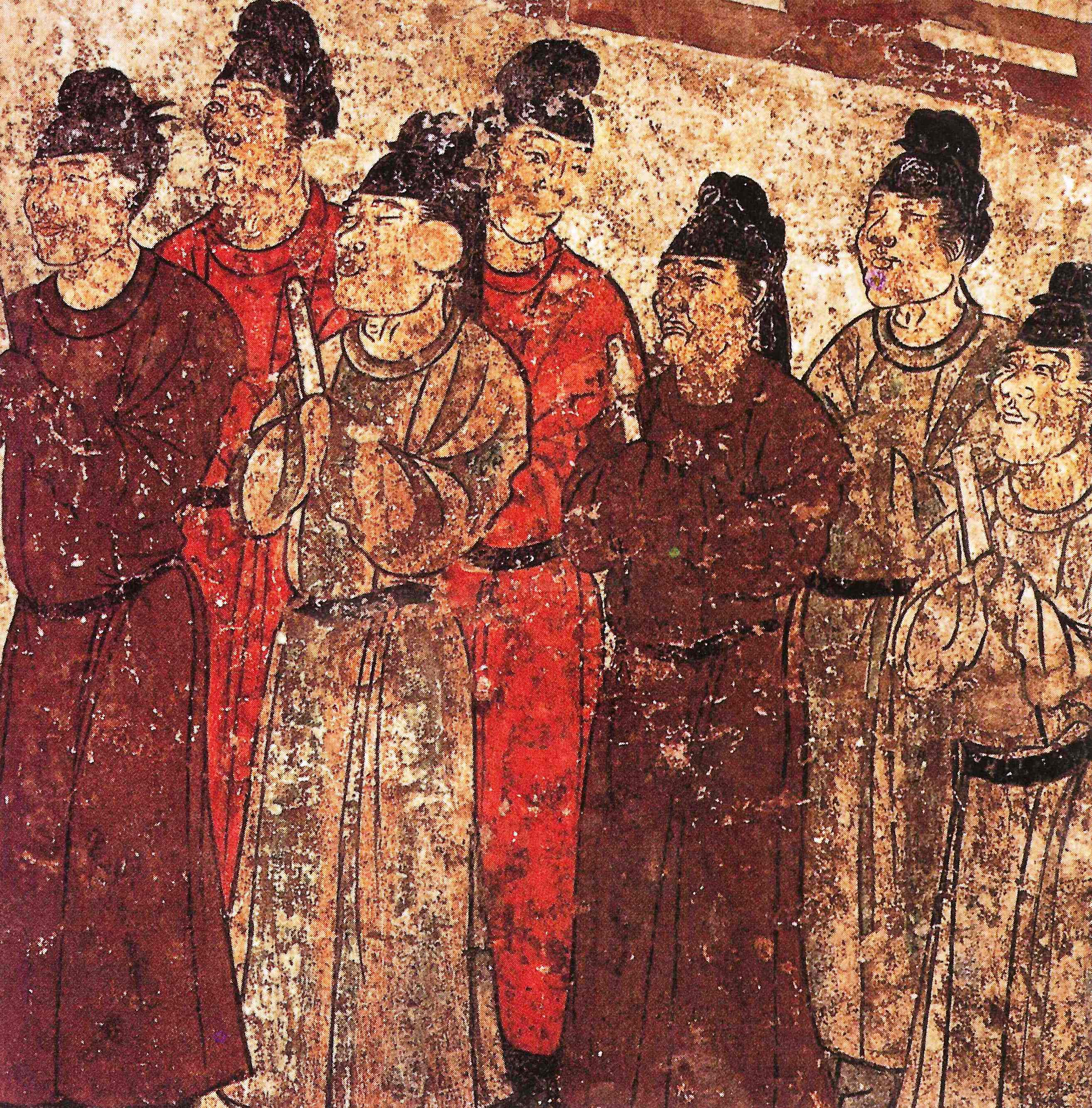
章怀太子墓壁画中太监